# جورج همیلتون
جورج همیلتون (انگلیسی: George Hamilton; ۷ دسامبر ۱۹۱۷ – مه ۲۰۰۱) بازیکن فوتبال اهل اسکاتلند بود.
از باشگاه‌هایی که در آن بازی کرده‌است می‌توان به باشگاه فوتبال هارت آف میدلوتیان، باشگاه فوتبال آبردین و باشگاه فوتبال همیلتون آکادمیکال اشاره کرد.
وی همچنین در تیم ملی فوتبال اسکاتلند بازی کرده‌است.